# Schefflera patula
Schefflera patula là một loài thực vật có hoa trong Họ Cuồng cuồng. Loài này được (Rusby) Harms miêu tả khoa học đầu tiên năm 1894.